# Scalps (film 1987)
Scalps è un film del 1987 diretto da Werner Knox (alias Bruno Mattei) con la collaborazione di Clyde Anderson (alias Claudio Fragasso).

## Trama
Il colonnello sudista Connor non si è arreso dopo la fine della guerra. Lui tiene ancora il suo forte con suoi soldati. S'innamora di Yari, figlia d'un capo indiano. Al rifiuto di questi, Connor rade al suolo l'accampamento indiano e rapisce la ragazza. Riuscita a fuggire, si rifugia presso Matt, un uomo che odia i Pellerossa perché gli hanno distrutto la famiglia. Ciononostante, Matt la cura e la protegge, nascondendola alla furia degli uomini di Connor. Durante la notte, Matt e Yari fuggono dalla fattoria ed entrano in territorio Comanche, dove incontrano il promesso sposo di lei, Volpe Rossa, che se la prende con Matt. Yari gli confessa di amare l'uomo bianco e Volpe Rossa sfida Matt a duello. Sconfitto, si toglie la vita. Ancora braccati da Connor e i suoi, Matt e Yari devono sopportare lunghe e crudeli lotte prima di tornare finalmente alla fattoria, liberi di amarsi.